# Ylivieska
Ylivieska is een gemeente en stad in de Finse provincie Oulu en in de Finse regio Noord-Österbotten. De gemeente heeft een landoppervlakte van 569,83 km² en telt 15.293 inwoners (2022).

## Geboren in Ylivieska
- Kyösti Kallio (1873), politicus